# Квантовая геометрия
Квантовая геометрия —  набор математических понятий, обобщающих понятия геометрии, понимание которых необходимо для описания физических явлений, происходящих на масштабах порядка планковской длины. На этих расстояниях квантовая механика оказывает глубокое влияние на физические явления.

## Квантовая гравитация
Каждая теория квантовой гравитации использует термин «квантовая геометрия» немного по-другому. Теория струн, ведущий кандидат на квантовую теорию гравитации, использует термин квантовая геометрия для описания экзотических явлений, таких как T-дуальность и другие геометрические дуальности, зеркальная симметрия, переходы с изменением топологии, минимально возможный масштаб расстояний и других явлений, которые бросают вызов интуиции. С технической точки зрения, квантовая геометрия обозначает форму пространственно-временного многообразия, которую испытывают D-браны, которое включает в себя квантовые поправки к метрическому тензору, такие как инстантоны мирового листа. В качестве другого примера, расстояние между двумя квантово-механическими частицами может быть выражено через метрику Лукашика — Кармовского.

## Дальнейшее чтение
- Supersymmetry, Demystified, P. Labelle, McGraw-Hill (USA), 2010, ISBN 978-0-07-163641-4
- Quantum Mechanics, E. Abers, Pearson Ed., Addison Wesley, Prentice Hall Inc, 2004, ISBN 9780131461000
- Quantum Mechanics Demystified, D. McMahon, Mc Graw Hill (USA), 2006, ISBN 0-07-145546 9
- Quantum Field Theory, D. McMahon, Mc Graw Hill (USA), 2008, ISBN 978-0-07-154382-8